# Caldérite
La caldérite est une espèce minérale du groupe des silicates et du sous-groupe des nésosilicates. Il s'agit du pôle manganésien des grenats pyralspites.
Ce grenat ferrifère est relativement rare. Sa formule se présente sous la forme de (Mn2+,Ca)3(Fe3+,Al)2(SiO4)3. Constituée essentiellement des éléments Fe, Mn, Si, O, avec des touches d'Al, et de Ca, la caldérite peut avoir, comme impuretés, du magnésium et du titane.

## Historique de la description et appellations

### Inventeur et étymologie
Le nom caldérite a tout d'abord été donné à un minéral nésosilicaté dans une roche manganésienne de l'ouest de l'Inde par Henry Piddington en 1851. Son analyse fut faite en 1857 par Blandford et Siichting. En 1909, Fermor officialisa le nom de caldérite pour les membres ferreux manganésiens. Le nom caldérite provient de James Calder, écrivain en géologie indienne.

### Topotype
Le topotype moderne faisant référence est le gisement de Otjosondu, Namibie.

## Caractéristiques physico-chimiques

### Critères de détermination
Les inclusions de Fe3+ donnent au grenat caldéritique une variation de couleur allant du jaune foncé au rouge et brun rougeâtre, avec un éclat vitreux. Le trait de la caldérite est blanc.
Son système cristallin est cubique, la maille conventionnelle du réseau de Bravais est centrée I.
D'après ses propriétés optiques, son indice de réfraction va de 1,87 à 1,93, avec un net caractère transparent voire translucide.
Ce minéral, plutôt dur (7 sur l'échelle de Mohs), est massif et grenu; il ne présente pas de clivage.

### Cristallochimie
Selon la classification de Strunz, elle fait partie de la classe des silicates (IX), plus précisément des nésosilicates (9.A) sans anion supplémentaire (9.AD).
| Minéral              | Formule                               | Groupe ponctuel | Groupe d'espace |
| -------------------- | ------------------------------------- | --------------- | --------------- |
| Almandin             | Fe3Al2(SiO4)3                         | m3m             | Ia3d            |
| Andradite            | Ca3Fe2(SiO4)3                         | m3m             | Ia3d            |
| Caldérite            | Mn3Fe2(SiO4)3                         | m3m             | Ia3d            |
| Goldmanite           | Ca3(V,Al,Fe)2(SiO4)3                  | m3m             | Ia3d            |
| Grossulaire          | Ca3Al2(SiO4)3                         | m3m             | Ia3d            |
| Henritermierite (de) | Ca3(Mn,Al)2(SiO4)2(OH)4               | 4/mmm           | I41/acd         |
| Hibschite (it)       | Ca3Al2(SiO4)3-x(OH)4x (0,2 < x < 1,5) | m3m             | Ia3d            |
| Holtstamite (it)     | Ca3(Al,Mn)2(SiO4)2(OH)4               | 4/mmm           | I41/acd         |
| Katoïte (it)         | Ca3Al2(SiO4)3-x(OH)4x (1,5 < x < 3)   | m3m             | Ia3d            |
| Kimzeyite (it)       | Ca3(Zr,Ti)2(Si,Al,Fe)3O12             | m3m             | Ia3d            |
| Knorringite (en)     | Mg3Cr2(SiO4)3                         | m3m             | Ia3d            |
| Majorite             | Mg3(Fe,Al,Si)2(SiO4)3                 | m3m             | Ia3d            |
| Morimotoite (it)     | Ca3TiFeSi3O12                         | m3m             | Ia3d            |
| Pyrope               | Mg3Al2(SiO4)3                         | m3m             | Ia3d            |
| Schorlomite          | Ca3(Ti,Fe,Al)2[(Si,Fe,Fe)O43          | m3m             | Ia3d            |
| Spessartine          | Mn3Al2(SiO4)3                         | m3m             | Ia3d            |
| Uvarovite            | Ca3Cr2(SiO4)3                         | m3m             | Ia3d            |
| Wadalite (it)        | Ca6Al5Si2O16Cl3                       | 43m             | I43d            |

La caldérite est un nésosilicate du groupe des grenats, 51.04.03a, selon la classification de Dana : elle fait partie des nésosilicates ne contenant que des groupes isolés SiO4 (51), dont les autres cations sont en coordination au moins égale à 6 (51.04). Ce groupe contient les minéraux almandin, caldérite, knorringite, majorite, pyrope et spessartine.

### Cristallographie

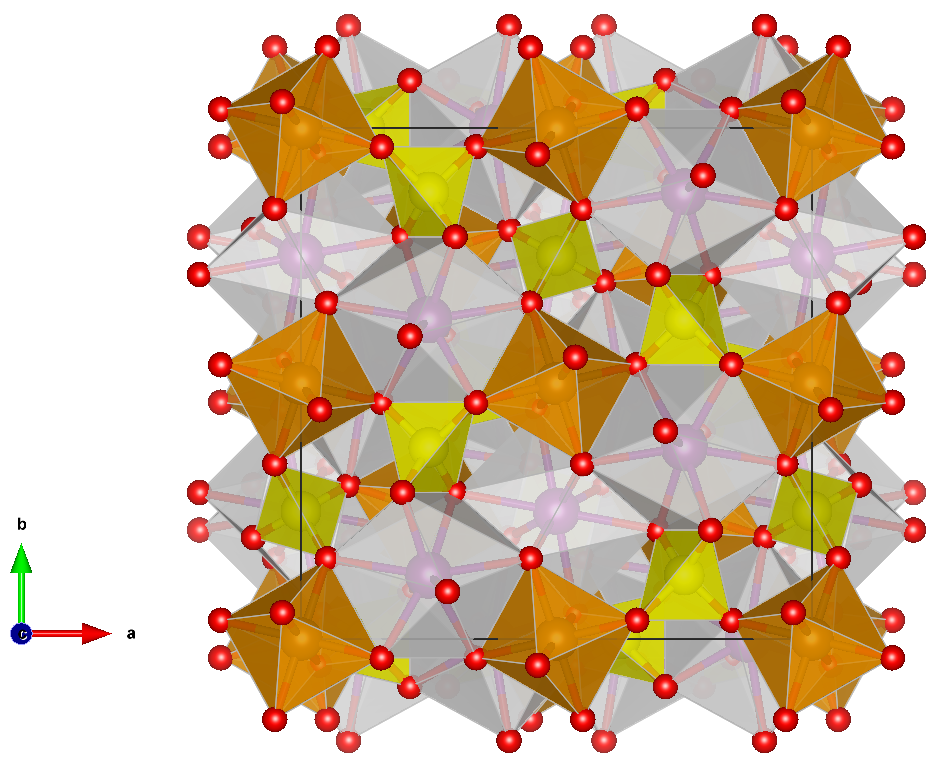
Structure de la caldérite, projetée sur le plan (a, b). Octaèdres marron : Fe, dodécaèdres blancs : Mn, tétraèdres jaunes : Si, atomes en rouge : O.

La caldérite cristallise dans le système cristallin cubique, de groupe d'espace Ia3d. Son paramètre de maille est {\displaystyle a} = 11,84 Å, avec Z = 8 unités formulaires par maille, donc un volume de 1 660 Å3 et une masse volumique d'environ 4,08 g/cm3.
Les cations Mn2+ sont en coordination (8) d'anions O2−, avec une longueur de liaison Mn-O moyenne de 2,42 Å. Le polyèdre de coordination du Mn est un dodécaèdre triangulaire. Les cations Fe3+, placés sur l'élément de roto-inversion 3, sont en coordination (6) octaédrique d'O2−, avec une longueur de liaison Fe-O de 2 Å. Les atomes de silicium sont en coordination (4) tétraédrique d'oxygène, avec une longueur de liaison Si-O de 1,64 Å.
Les octaèdres FeO6 sont isolés les uns des autres dans la structure de la caldérite, ainsi que les tétraèdres SiO4. Ces deux groupes forment un réseau tridimensionnel en partageant tous leurs sommets. Les groupes MnO8 sont situés dans les sites antiprismatiques de ce réseau et partagent leurs arêtes avec les groupes FeO6 et SiO4.

## Gîtes et gisements

### Gîtologie et minéraux associés
Ce minéral plutôt rare peut se retrouver dans les dépôts manganésiens ou ferreux, issus soit de zone métamorphique, soit de zone mantellique, magmatique voire hydrothermale, soit donc à de fortes pressions et des températures plutôt moyennes.
La caldérite peut être trouvée associée aux minéraux suivants :
- pyrolusite ;
- aegirine ;
- rhodonite ;
- hématite ;
- rhodochrosite ;
- quartz ;
- kutnohorite.

### Gisements producteurs de spécimens remarquables
- Afrique du Sud

providence northern cap, aggeneys
- Canada

Labrador, Wabush Iron Formation
- Inde

Bihar, Kathamsand, Madhya Pradesh, netra
- Italie

Val d'Aoste, Saint marcel, mine Prabornaz
- Namibie

région d'otjozondjupa, otjosondu
- Suède

Mine harstigen, Varmland, filipstad, pajsberg
- Suisse

Mine fianel, grischum, Vallée d'hinterrhein, Ausserferrera